# (73813) 1995 UZ57
(73813) 1995 UZ57 – planetoida z pasa głównego asteroid okrążająca Słońce w ciągu 3,66 lat w średniej odległości 2,38 j.a. Odkryta 17 października 1995 roku.